# Ixquick
Ixquick war eine aus den Niederlanden stammende Metasuchmaschine, die sich freiwillig verpflichtete, private Daten von Nutzern nicht zu erfassen oder zu speichern. Zur Verfügung stand auch eine geschützte Anfrage per TLS-Verbindung. Im April 2018 wurde der Support für Ixquick eingestellt, da dieselben Funktionen durch die Suchmaschine Startpage angeboten werden.

## Geschichte
Ixquick wurde 1998 von David Bodnick gegründet. Die Firma gehört der Surfboard Holding BV, welche die Suchmaschine im Jahr 2000 gekauft hatte. Das Geschäftsmodell basierte auf dem Verkauf von kontextbezogener Werbung (Sponsoren-Ergebnisse).
Laut Selbstauskunft wurden keine Logdateien mit den anwenderbezogenen persönlichen Daten gespeichert. Früher wurden Logdateien 48 Stunden lang gespeichert; durch Überschreiben der Logdateien mit neuen Logs sollte ein eventuelles Rekonstruieren verhindert und somit sichergestellt werden, dass nicht mehr auf den Nutzer geschlossen werden konnte. Die genannte befristete Speicherung der Daten fand zum Zwecke der Analyse und zur Erstellung von Statistiken statt; ebenso sollte Missbrauch verfolgbar sein. Nach eigenen Angaben wurde ein Teil der Server von Ixquick jedoch in den USA gehostet und unterlag damit, wie alle Server in den USA, dem PATRIOT Act und war verpflichtet, US-Behörden, wie dem FBI, der NSA oder der CIA ohne richterliche Anordnung den Zugriff auf die eigenen Server zu gewähren. Da es sich um ein holländisches Unternehmen handelte, war dieses allerdings vom in den USA bei Strafe bestehenden Schweigegesetz (nationale Sicherheit) nicht betroffen und konnte den Zugriff veröffentlichen. Laut Ixquick wurden Suchanfragen aus Europa aber grundsätzlich auf europäische Server gelenkt, es sei denn, es kam in Einzelfällen zu technischen Problemen. Seit 2014 gab es zusätzlich eine neue Funktion in den Einstellungen, um für sich selbst den Serverstandort zu fixieren.
Im Rahmen der Jubiläumsveranstaltung zum 30-jährigen Bestehen des Landesdatenschutzgesetzes Schleswig-Holstein wurde am 14. Juli 2008 vom Europäischen Datenschutzbeauftragten Peter Hustinx das erste Europäische Datenschutzgütesiegel EuroPriSe an die Meta-Suchmaschine ixquick.com verliehen. Am 28. Januar 2009 erhielt Ixquick die Bestnote „ausgezeichnet“. Durch Search Engine Watch wurde Ixquick in den Jahren 2000, 2002 und 2004 als beste Meta-Suchmaschine ausgezeichnet.

## Funktionsumfang
Ixquick kombinierte ursprünglich diverse Suchmaschinen, einschließlich Google. Mit Stand Oktober 2015 wurden nur noch Yahoo!, Gigablast und Yandex abgefragt. Ein Sternesystem reflektierte dies, indem jeder Eintrag pro Quelle einen Stern erhielt. Ein mit zwei Sternen gekennzeichnetes Suchergebnis bedeutete, dass zwei Quellen das betreffende Ergebnis geliefert haben. Mit Ixquick konnte nicht nur nach Webseiten gesucht werden, auch eine Video- und Bildersuche war möglich. Diese Funktionen waren als Suchmaschinen-Proxys mit je nur einer Quelle (Videos: YouTube, Bilder: Bing) realisiert und waren damit für sich genommen keine Metasuche.
Ungeachtet dessen führte Ixquick auf der eigenen Website an, „die leistungsstärkste Metasuchmaschine der Welt“ zu sein. Gleichsam fand man auf der Website unterhalb der Suchergebnisse den Hinweis „In partnership with Yahoo!, Yandex and 100’s more“ (übersetzt „In Partnerschaft mit Yahoo!, Yandex und hunderten mehr“). Diese übertriebene und irreführende Selbstdarstellung setzt sich im auf der Startseite geführten Slogan „Die diskreteste Suchmaschine der Welt“ fort, der weder belegt ist, noch dem direkten Vergleich mit auf Datenschutz spezialisierten Mitbewerbern wie MetaGer standhält.
Die Ixquick-Symbolleiste bot neben den üblichen Suchfunktionen die Möglichkeit, auf einer unstrukturierten Website nach Informationen zu suchen, einen Pop-up-Blocker zu nutzen und Smileys in E-Mails hinzuzufügen. Persönliche Einstellungen konnten angepasst und die Sprache gewechselt werden. In der Grundeinstellung waren Jugendschutz-Filter zugeschaltet.
Für weitergehendes Suchen und um persönliche Einstellungen vorzunehmen, setzte Ixquick JavaScript voraus. Zugriffszeiten sowie persönliche Einstellungen wurden in Cookies hinterlegt. Alternativ dazu konnte man die Einstellungen hinterlegen, indem man sich eine URL erzeugen ließ.

## Umstellung auf Startpage
Ab dem 29. März 2016 leitete Ixquick.com auf die Seite von Startpage weiter. Begründet wurde dies mit der Fokussierung auf ein Produkt und dem dadurch besseren Ergebnis für die Anwender. Startpage verwendet die anonymisierten Ergebnisse von Google. Zunächst boten Ixquick und Startpage sowohl über die Websites (.de, .com, .eu, .info) als auch die Apps exakt dieselben Funktionen, ab April 2018 wurde der Support für Ixquick eingestellt.